# Phylloteles
Phylloteles is een vliegengeslacht uit de familie van de dambordvliegen (Sarcophagidae).

## Soorten
- P. pictipennis Loew, 1844